# Priconodon crassus
Priconodon crassus (лат.) — сомнительный вид птицетазовых динозавров из инфраотряда анкилозавров, описанный Отниелом Чарлзом Маршем в 1888 гуду по единственному стёртому зубу, обнаруженному в отложениях нижнего мела формации Арундел близ Мьюиркерк, в округе Принс-Джорджес, штат Мэриленд.
Поскольку на момент описания зуба Маршем анкилозавры были плохо изучены (представители группы были разбросаны в трёх семействах подотряда Stegosauria), он сравнил его с зубами диракодона (ныне синоним рода стегозавр). В 1978 году Уолтер Кумбс отнёс его к семейству нодозаврид. В 1998 году Кен Карпентер и Джеймс Киркланд в обзоре североамериканских нижнемеловых анкилозавров сочли предварительные данные находки валидными (действительными), как принадлежавшие необычно большому нодозавриду, более крупному, чем все описанные на тот момент. В 2004 году Алекс Вест и Нил Тиберт исследовали данные находки с предварительным учётом морфометрических исследований, и обнаружили, что зубы принадлежат неизвестному роду (nomen dubium). В то же время М. Викариус и соавторы в своём обзоре панцирных динозавров сочли вид сомнительным без каких-либо пояснений.

## Известный материал
P. crassus в основном известен по зубам, которые отличаются от всех других зубов нодозаврид очень большим размером. Карпентер и Киркланд перечислили 12 дополнительных зубов из той же области, что и зуб голотипа, и предварительно добавили к роду Priconodon большеберцовую кость. Они сочли необычным отсутствие остеодерм, но отметили, что окаменелости в данной формации достаточно редки.